# Воскобойников, Владимир Иванович
Влади́мир Ива́нович Воскобо́йников (1893, Старая Меловая — 1979) — криминалист, доктор медицинских наук, профессор. Его именем назван реактив Воскобойникова.

## Биография
Владимир Иванович Воскобойников родился в селе Старая Меловая Воронежской области.
В 1923 году окончил медицинский факультет Ростовского-на-Дону университета. Тогда же начал работать на кафедре судебной медицины этого же университета под руководством профессора А. И. Шибкова сначала аспирантом, а затем ассистентом. Одновременно работал ассистентом биологического отделения Северо-Кавказской судебномедицинской лаборатории и судебномедицинским экспертом Ростова-на-Дону. В 1934 году работал главным судебно-медицинским инспектором Народного комиссариата здравоохранения Украинской ССР и заведовал кафедрой судебной медицины Киевского производственного института. В 1935 году — заведующий кафедрой судебной медицины Киевского медицинского института. В 1937 году защитил кандидатскую диссертацию на тему «Значение транскопии при исследовании судебно-медицинских вещественных доказательств», которая касалась исследования пятен крови в замытых пятнах. В 1937—1956 годах заведовал кафедрой судебной медицины Днепропетровского медицинского института, в течение 14 лет был деканом педиатрического факультета. В 1955 году защитил докторскую диссертацию на тему «Судебно-медицинское значение предварительных проб на кровь». Им была предложена методика реакции на наличие крови на вещественных доказательствах (замытых пятен крови и консервирования объектов, направляемых для определения видовой принадлежности), получившая его имя.
С 1956 года — заведующий кафедрой судебной медицины в Воронежском медицинском институте.
Владимир Иванович Воскобойников скончался в 1979 году.

## Научная и общественная деятельность
Владимир Иванович Воскобойников — автор около 50 работ по вопросам экспертизы живых лиц, посмертных повреждений, экспертизы трупа новорожденного, травматологии, токсикологии, истории судебной медицины и др. В течение ряда лет он являлся руководителем научного общества судебных медиков в Днепропетровске. Был председателем Воронежского отделения научного общества судебных медиков.

## Публикации
- Воскобойников В. И. «О причине смерти при некоторых видах механической травмы. Судебно-медицинская экспертиза и криминалистика на службе следствия (сборник работ)». Ставрополь н/К, 1965, 4, 167 -169.
- Воскобойников В. И. «К вопросу о составлении заключения к судебно-медицинскому протоколу вскрытия трупа». Сборник научных работ. Ростов-на-Дону, 1959, 225-231.
- Воскобойников В. И., Игнатовский А. С. «Сборник научных работ». Ростов-на-Дону, 1959, 244—245.
- Воскобойников В. И. «К вопросу об организации и методике проведения судебно-медицинской экспертизы повреждений у живых». 3 расширенная научная конференция 19—23 августа 1956 г. Тезисы научных докладов. Одесса. 1956, 3, 19—22.
- Воскобойников В. И. «Судебно-медицинское значение предварительных проб на кровь». Одесса, 1955.
- Воскобойников В. И. «Значение транскопии при исследовании судебно-медицинских вещественных доказательств». Киев, 1937.